# José Miguel Campos Rodriguez
 José Miguel Campos Rodriguez , (Puerto de Mazarrón, 12 augustus 1966) is een Spaanse gewezen voetballer en actuele trainer bij La Hoya Lorca.
Als voetballer was hij actief in de jaren negentig. Hij speelde in verschillende teams uit de lagere reeksen: Real Murcia Imperial, CD Alcoyano, Real Jaén, UD Melilla en Mármol Macael .
Jose Miguel Campos begon zijn trainers carrière tijdens het seizoen 2000-2001 bij Atlético Abarán, een ploeg waarmee hij de promotie naar de Tercera División afdwong.
Hij volgde de ploeg echter niet en verbond zich vanaf seizoen 2001-2002 voor twee seizoenen aan een de ploeg uit zijn geboortedorp, CD Bala Azul, op dat ogenblik uitkomend in de Tercera División.
Vanaf seizoen 2003-2004 tekende hij voor CD Baza. Tijdens het eerste seizoen zou hij de promotie naar de Segunda División B afdwingen, waarna hij erin slaagde om tweemaal het behoud veilige te stellen.
In het seizoen 2006-2007 tekende hij bij Real Murcia CF B en verving daar coach Juan Sierra. In het volgende seizoen 2007-2008 dwong hij met het filiaal de promotie af naar de Segunda División B. In het daaropvolgende seizoen 2008-2009 verlengde hij zijn contract bij dezelfde ploeg, waar hij vanaf 17 december 2008 het eerste team onder zijn leiding kreeg als opvolger van Javier Clemente. Hij slaagde erin de ploeg te redden en een langer verblijf in de Segunda División A te verzekeren. Hij verlengde zijn contract voor het seizoen 2009-2010, maar werd op 2 november 2009 ontslagen als coach van Real Murcia en vervangen door José González.
Op 6 juli 2010 kondigde hij zijn overgang aan naar Real Jaén, een ploeg uit de Segunda División B. In januari 2011 eindigde hij zijn relatie met de club wegens niet betaling van bepaalde premies.
In juli 2012 tekende hij een contract bij Orihuela CF, een reeksgenoot uit de Segunda División B. Het seizoen begon zeer bewogen. De ploeg moest voor de rechtbank zijn deelname aan de competitie afdwingen. Door de tegenvallende resultaten werd de coach ontslagen.
Op het einde van de reguliere competitie tekende hij in mei 2013 een contract bij FC Cartagena, een ploeg uit de Segunda División B. Onder leiding van José Rojo Martín, beter bekend onder de roepnaam Pacheta, eindigde de ploeg op de tweede plaats na Real Jaén en plaatste zich zo voor de kwartfinale van de eindronde, die twee van de vier stijgers bepaalt. Aangezien Pacheta de ploeg niet kon plaatsen voor de eindronde van de kampioenen, werd hij voor de start van de eindronde ontslagen door voorzitter Francisco Gómez Hernández en vervangen door José Miguel Campos Rodriguez. De terugweg naar het tweede niveau van het Spaanse voetbal leidde naar Caudal Deportivo uit Asturië, die na de reguliere competitie op de vierde plaats eindigde in groep 1. De teleurstelling was groot toen de club opnieuw uitgeschakeld werd. Daarom werd zijn contract niet verlengd en werd hij vervangen door Luis García Tevenet.
Voor het seizoen 2013-2014 tekende hij in juni 2013 een contract bij La Hoya Lorca CF, de ploeg die net de promotie naar de Segunda División B had afgedwongen. Het eerste seizoen werd een groot succes met een tweede plaats in de eindrangschikking. De eerste ronde van de play-off werd nog overleefd, maar tijdens de tweede van drie ronden werd de ploeg uitgeschakeld. Het seizoen 2014-2015 verliep moeilijker vooral op het einde van de competitie. Er werd beslag gelegd op de dertiende plaats, wat voldoende was voor het behoud.
Voor het seizoen 2015-2016 tekende hij een contract bij reeksgenoot Granada CF B. De ploeg had lang uitzicht op de eindronde, maar zo met een vijfde plaats net niet gekwalificeerd raken.
Het daaropvolgende seizoen 2016-2017 tekende hij bij reeksgenoot Mérida AD. De ploeg kwam echter zeer slecht uit de startblokken met vier punten uit zeven wedstrijden en zo werd hij begin oktober al ontslagen.
Op 4 juni 2024 tekende hij voor La Unión CF, een ploeg uit de Segunda Federación.